# Oncometopia nigroclypeata
Oncometopia nigroclypeata är en insektsart som beskrevs av Emmrich 1975. Oncometopia nigroclypeata ingår i släktet Oncometopia och familjen dvärgstritar. Inga underarter finns listade i Catalogue of Life.